# 社会参加
社会参加（しゃかいさんか）とは、社会人として、社会の一翼を担うことを指す。
現状、社会参加していない者に対して、社会参加を促す立場から用いる。

## 未成年者と社会参加
小学生段階では、社会参加などまだ遠い未来の課題として把握される。したがって、「将来何になりたいか」と尋ねても、「野球選手」「宇宙飛行士」など、率直で夢のある回答が返ってくる場合が多い。
中学生段階になると、社会参加の方法が、現実的な課題として浮上する。従来は進路指導と呼ばれていたものが、現在では授業の一環としてボランティアや職業体験が行なわれるなど、学習だけしていればいい、という従来の姿勢よりも積極的な意義を認められている。
高校生段階になると、進路決定がなされる。高校3年の進路相談が、その人の人生を決定付けると言っても過言ではない。本人の希望と適性を考慮する、と言われるが、実際には適性を重視し、収まれる場所に収めてしまおう、という傾向があるようだ。そして大学受験で初めて人生の現実と向き合うことになる。合格した大学が上位の大学，中堅の大学，下位の大学である場合を比較すると、統計的にはその後の人生のあり方も大きく異なってくることが広く知られているためである。特に世間的に一目置かれるようなエリート職に就きたければ上位の大学を卒業していることが殆ど必須要件となっている。芸能人やスポーツ選手などは高校生の段階までに志望あるいはデビューする例が多いため、既に自ら職業訓練に取り組んでいるという点で一般的なロールモデルからは大きく外れることになる。
大学生ともなれば社会参加は目前に迫ってくる。しかしこの段階でも社会参加の方向性が決まっていない者が大半を占める。サラリーマン以外の道で生活することが極めて難しいことだけは理解しており、リスク回避のため、なし崩し的に一般企業への就職を目指してはいるが、具体的な情報収集を開始するのは概ね大学3年生以降になる。その後、兼ねてより持ち合わせる才能を駆使して自分にあった職業に就く者もいれば、努力を積み重ね、自分の希望の職種に就く者もいる。また、あまり目標がないという者は、無難な会社を選び、就職後に努力をする者もいる。しかしながら、就職活動に対して、消極的だったり、興味が深くない者の場合は、いわゆる"フリーター"となったり、仕事に就かない者もいる。しかし、全ての人々に必ず希望はあり、どんな職種においても、働くということは素晴らしいものであるので、全ての人々は自分に自信と誇りを持つべきである。

## 障がいをもつ者と社会参加
従来、通常の就職が出来ない障害者は、地域活動支援センター（旧・小規模作業所など）、病院などに設置されているデイケアのお世話になるしかなかった。しかし近年は障害者雇用制度が創設され、一部仕事ができないことがあることを承知の上で雇用し、代わりに政府から補助金の交付を受ける事業所が増えている。